# Vương Tư Triều
Vương Tư Triều (tiếng Trung: 王思潮; bính âm: Wang Sichao; 1937 – 17 tháng 6 năm 2016) là nhà thiên văn học hành tinh, nhà thiên thạch học, chuyên gia UFO và nhà văn khoa học phổ thông người Trung Quốc. Ông từng là nhà nghiên cứu tại Đài thiên văn Tử Kim Sơn thuộc Viện Khoa học Trung Quốc.

## Tiểu sử
Vương Tư Triều quê ở Triều An, Quảng Đông. Tốt nghiệp Khoa Vật lý của Đại học Bắc Kinh năm 1963. Ông làm việc tại Đài thiên văn Tử Kim Sơn thuộc Viện Khoa học Trung Quốc từ thập niên 1960 cho đến khi nghỉ hưu vào năm 1999.
Ông bắt đầu nghiên cứu thiên thạch học từ những năm 1970 và từng tham gia khảo sát thiên thạch nhiều lần. Ông còn là thành viên của Ủy ban Danh mục Thiên thạch của Hiệp hội Thiên thạch Quốc tế lần thứ 3.
Khi Sao chổi Halley quay trở lại vào năm 1986, Vương Tư Triều và Trương Gia Tường, một nhà nghiên cứu khác tại Đài thiên văn Tử Kim Sơn, liền bay đến Úc để quan sát kỹ càng hiện tượng này. Năm 1994, Vương Tư Triều giữ chức vụ Tổng thư ký Nhóm điều phối quan sát sự va chạm của sao chổi.
Sau khi Vương Tư Triều nghỉ hưu tại Đài thiên văn Tử Kim Sơn, ông đã cống hiến hết mình cho việc phổ biến khoa học. Quyển Sổ tay hướng dẫn quan sát dành cho những người đam mê thiên văn học do ông chủ biên được xuất bản năm 2012.
Ngày 17 tháng 6 năm 2016, Vương Tư Triều qua đời tại Nam Kinh do mắc phải chứng xuất huyết não.

## Sao Diêm Vương
Trong một cuộc phỏng vấn với Tân Hoa Xã, Vương Tư Triều đã bình luận về cuộc bỏ phiếu năm 2006 của Liên minh Thiên văn Quốc tế về tình trạng của Sao Diêm Vương trong vị thế là một hành tinh:
Sự giáng cấp này là một kết quả khoa học và nó phản ánh sự hiểu biết hiện tại của nhân loại về hệ mặt trời ... Trước tiên chúng ta phải có được định nghĩa rõ ràng về các hành tinh và hệ mặt trời, rồi sau đó chúng ta mới có thể thực hiện các sứ mệnh thăm dò hành tinh theo cách thức tốt hơn.— Vương Tư Triều, 

## Nghiên cứu UFO
Trong một cuộc phỏng vấn với Trung Quốc khoa học báo, Vương Tư Triều nói rằng sau khi xem một số báo cáo về trường hợp nhìn thấy UFO từ khu vực Dương Châu vào năm 1971, ông bắt đầu quan tâm đến hiện tượng UFO và khởi đầu việc nghiên cứu những vụ chứng kiến UFO một cách nghiêm túc theo đúng tinh thần khoa học. Năm 2005, Vương Tư Triều được mời tham gia Hội nghị UFO Thế giới lần đầu tiên tổ chức tại Đại Liên.
Ngày 23 tháng 8 năm 2010, Vương Tư Triều bày tỏ niềm tin vào sự tồn tại của người ngoài hành tinh và khả năng UFO đến thăm Trái Đất, "Ít nhất 96% vũ trụ bao la vẫn chưa rõ ràng đối với con người. Chúng ta nên khám phá những điều chưa biết một cách khoa học với tâm hồn cởi mở". Ông tin rằng hiện tượng UFO nên được "nêu giả thuyết một cách táo bạo và suy luận cẩn thận". Ông cũng loại trừ quan điểm gần đây của nhà thiên văn học người Anh Stephen Hawking rằng một cuộc gặp mặt giữa cư dân Trái Đất và người ngoài hành tinh như vậy sẽ là một thảm họa.
Nếu họ thân thiện với chúng ta, chúng ta có thể thúc đẩy nền văn minh nhân loại thông qua trao đổi và hợp tác với họ. Nếu không, miễn là chúng ta đã chuẩn bị cho cuộc xâm lược của họ, chúng ta có thể đánh trả dựa trên những điểm yếu của họ. Rốt cuộc, họ là những thực thể sống, họ sẽ để lộ sơ suất của mình ra.— Vương Tư Triều, 

Vương Tư Triều còn cung cấp một số dữ liệu cụ thể từ phân tích định lượng những vụ chứng kiến UFO. Ông cho biết giữa độ cao 130 km và 1.500 km, UFO đã xuất hiện nhiều lần. Ông nói rằng UFO quan sát được có thể bay chậm hơn nhiều so với "vận tốc vũ trụ đầu tiên", và một số chậm tới 0,29 km/giây và chúng có thể bay ở độ cao 1.460 km trong hơn 25 phút. Ông kết luận rằng UFO này có khả năng phản trọng lực.

## Tác phẩm
- Sổ tay hướng dẫn quan sát mới dành cho những người đam mê thiên văn học (2011)
- Du hành trên bầu trời đầy sao - Quan sát và tìm kiếm các nhà thiên văn (2014)
- Du hành trên bầu trời đầy sao - Kiến thức cơ bản cho người yêu thiên văn (2014)
- Con đường không gian (2016)